# USS Pope (DD-225)
Za druga plovila z istim imenom glejte USS Pope.
USS Pope (DD-225) je bil rušilec razreda Clemson v sestavi Vojne mornarice Združenih držav Amerike.
Rušilec je bil poimenovan po pomorskem častniku Johnu Popu.